# Malek Asselah
Malik Asselah (en arabe : مليك عسلة), né le 8 juillet 1986 à Alger, est un footballeur international algérien qui évolue au poste de gardien de but avec le club saoudien d'Al-Kholood Club.
Il compte 3 sélections en équipe nationale depuis 2017.

## Biographie

### Carrière en clubs
Il joue actuellement à la JS Kabylie pour la deuxième fois de sa carrière depuis juin 2016. Auparavant, il a été gardien de but du NA Hussein Dey de 2006 à 2010 puis de la JS Kabylie de 2010 à 2014 puis du CR Belouizdad de 2014 à 2016.
Le 31 décembre 2007, il a fait ses débuts sous les couleurs de l'Équipe nationale des moins de 23 ans face à l'Arabie saoudite à Riyad en match amical, avec à la clé une victoire 1-0 rn.
Le 17 avril 2008, il a été appelé en équipe d'Algérie A' pour un match comptant pour le Championnat d'Afrique contre le Maroc, mais s'est retiré de l'équipe à cause d'une blessure.
Le 29 août 2010, en ligue des champions africaine, son équipe rencontre Al Ahly (Égypte) au Caire, il fait une parade décisive à la 95e minute permettant à son équipe d'arracher le nul (1-1). La JSK était déjà qualifiée pour les 1/2 finales. La JSK termine le tour des poules à la première place avec 14 points devant Al Ahly (8 points), Al Ismaily (6) et Heartland (5).
En juin 2014 à la suite du recrutement du gardien Azzedine Doukha en provenance de l'USM el Harrach Malek Asselah s'engage au CR Belouizdad.
Pour la saison 2018-19, Malek tente une expérience nouvelle en dehors du championnat d'Algérie, il signe un contrat avec le club saoudien d'Al-Hazm en première division du championnat d'Arabie saoudite de football, il sera le troisième gardien algérien là-bas, à savoir Azzedine Doukha (Al-Raed) et Raïs M'bolhi (Ettifaq FC),.

### Carrière en équipe nationale
Le 16 mars 2015 il est convoqué pour la première fois par Christian Gourcuff en équipe nationale d'Algerie pour un stage au Qatar du 23 au 31 mars 2015. Ce stage est ponctué par deux matches amicaux, le premier face au Qatar le 26 mars 2015 et le deuxième face à Oman le 30 mars 2015 à Doha. 
Depuis, Asselah figure régulièrement dans la liste des joueurs appelés en équipe nationale.
En prévision de la Coupe d'Afrique des nations 2017 au Gabon, le joueur figure dans la liste des 23 joueurs algériens convoqués par le sélectionneur national Georges Leekens.
À la suite de la blessure de son partenaire Raïs M'Bolhi, il jouera les deux derniers matchs de poule contre la Tunisie et le Sénégal, faisant des prestations honorables mais encaissant quatre buts.

## Statistiques
| Saison                | Club                  | Championnat           | Championnat | Championnat | Coupe(s) nationale(s) | Coupe(s) nationale(s) | Compétition(s) continentale(s) | Compétition(s) continentale(s) | Compétition(s) continentale(s) | Total | Total |
| Saison                | Club                  | Division              | M.          | B.          | M.                    | B.                    | Comp.                          | M.                             | B.                             | M.    | B.    |
| 2007-2008             | NA Hussein Dey        | 1                     | 21          | 0           | 3                     | 0                     | -                              | -                              | -                              | 24    | 0     |
| 2008-2009             | NA Hussein Dey        | 1                     | 23          | 0           | 1                     | 0                     | -                              | -                              | -                              | 24    | 0     |
| 2009-2010             | NA Hussein Dey        | 1                     | 25          | 0           | -                     | -                     | -                              | -                              | -                              | 25    | 0     |
| 2010-2011             | JS Kabylie            | 1                     | 9           | 0           | 1                     | 0                     | C1+C3                          | 6+9                            | 0+0                            | 25    | 0     |
| 2011-2012             | JS Kabylie            | 1                     | 27          | 0           | 2                     | 0                     | -                              | -                              | -                              | 29    | 0     |
| 2012-2013             | JS Kabylie            | 1                     | 24          | 0           | 2                     | 0                     | -                              | -                              | -                              | 26    | 0     |
| 2013-2014             | JS Kabylie            | 1                     | 21          | 0           | 2                     | 0                     | -                              | -                              | -                              | 23    | 0     |
| 2014-2015             | CR Belouizdad         | 1                     | 25          | 0           | 2                     | 0                     | -                              | -                              | -                              | 27    | 0     |
| 2015-2016             | CR Belouizdad         | 1                     | 25          | 0           | 1                     | 0                     | -                              | -                              | -                              | 26    | 0     |
| 2016-2017             | JS Kabylie            | 1                     | 28          | 0           | 3                     | 0                     | C3                             | 5                              | 0                              | 36    | 0     |
| 2017-2018             | JS Kabylie            | 1                     | 10          | 0           | 1                     | 0                     | -                              | -                              | -                              | 11    | 0     |
| Total sur la carrière | Total sur la carrière | Total sur la carrière | 238         | 0           | 18                    | 0                     | -                              | 20                             | 0                              | 276   | 0     |

### Matchs internationaux
Le tableau suivant liste les rencontres de l'équipe d'Algérie dans lesquelles Malek Asselah a été sélectionné depuis le 7 janvier 2017 jusqu'à présent.

## Palmarès

### JS Kabylie
Coupe d'Algérie (1) :
- Vainqueur : 2010-11[7].